# Aucamville (Tarn-et-Garonne)
Aucamville é uma comuna francesa na região administrativa de Occitânia, no departamento de Tarn-et-Garonne. Estende-se por uma área de 22,91 km². Em 2010 a comuna tinha 1 503 habitantes (densidade: 65,6 hab./km²).

## monumente

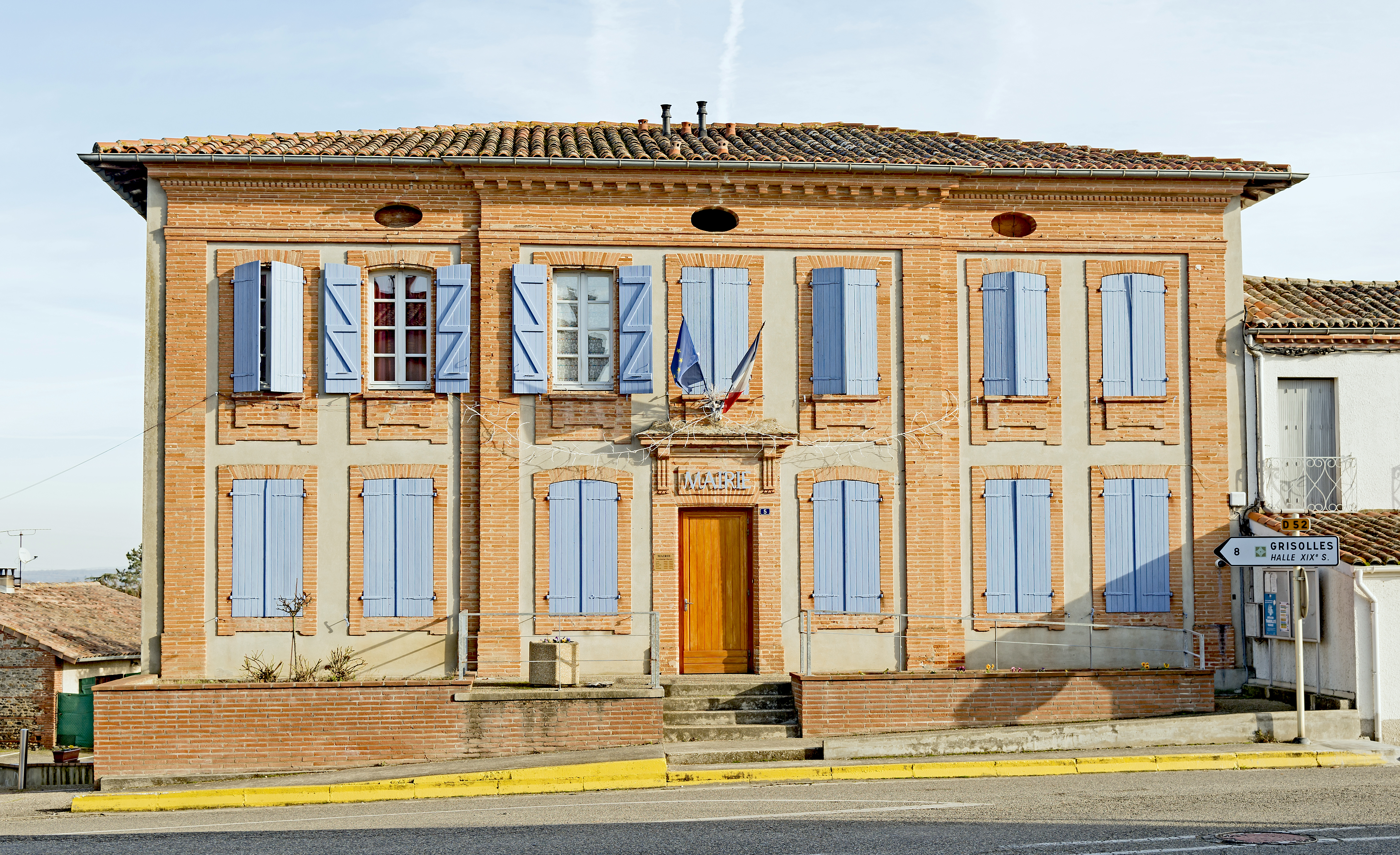
Primărie.
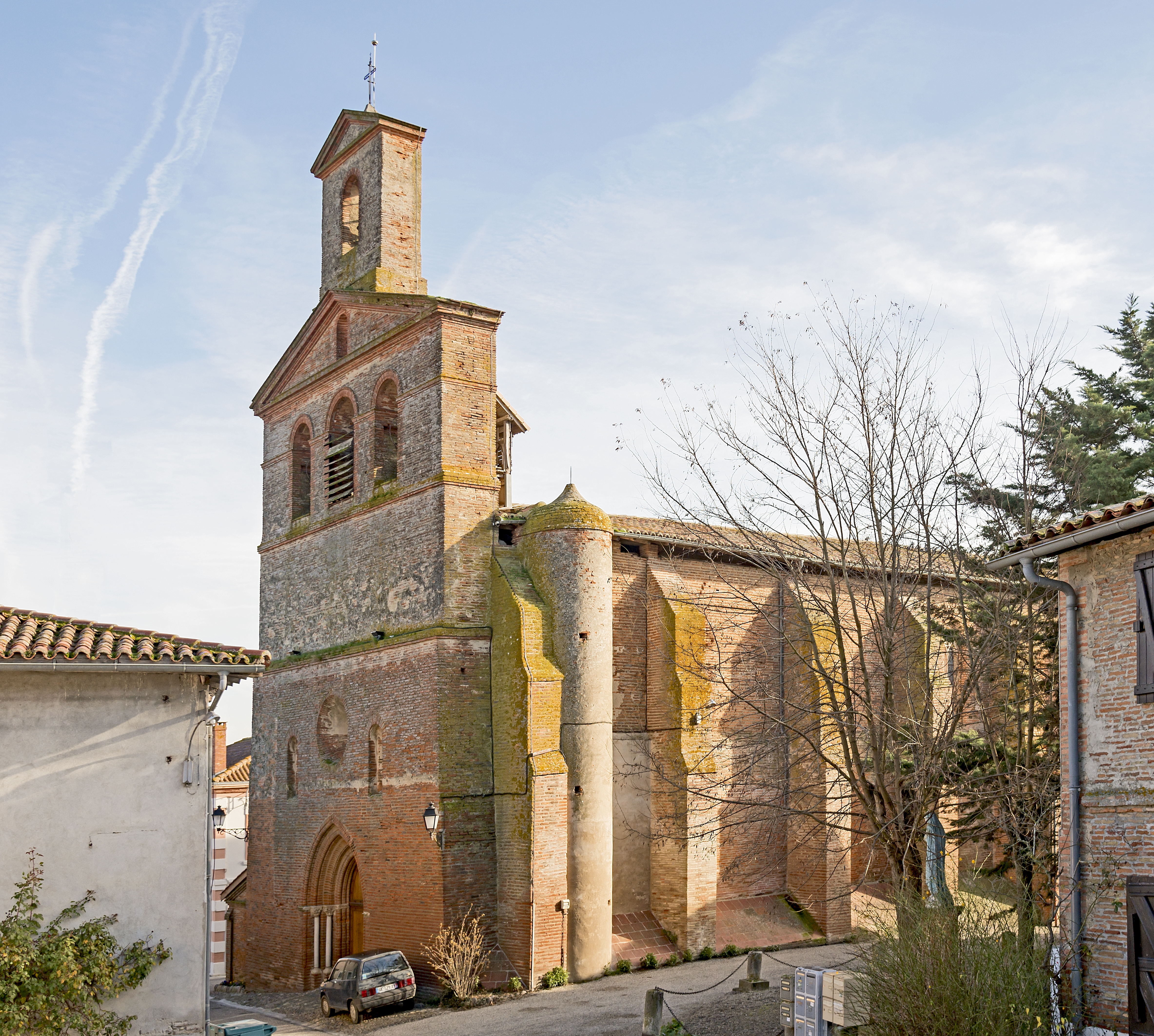
Biserica Saint Martin
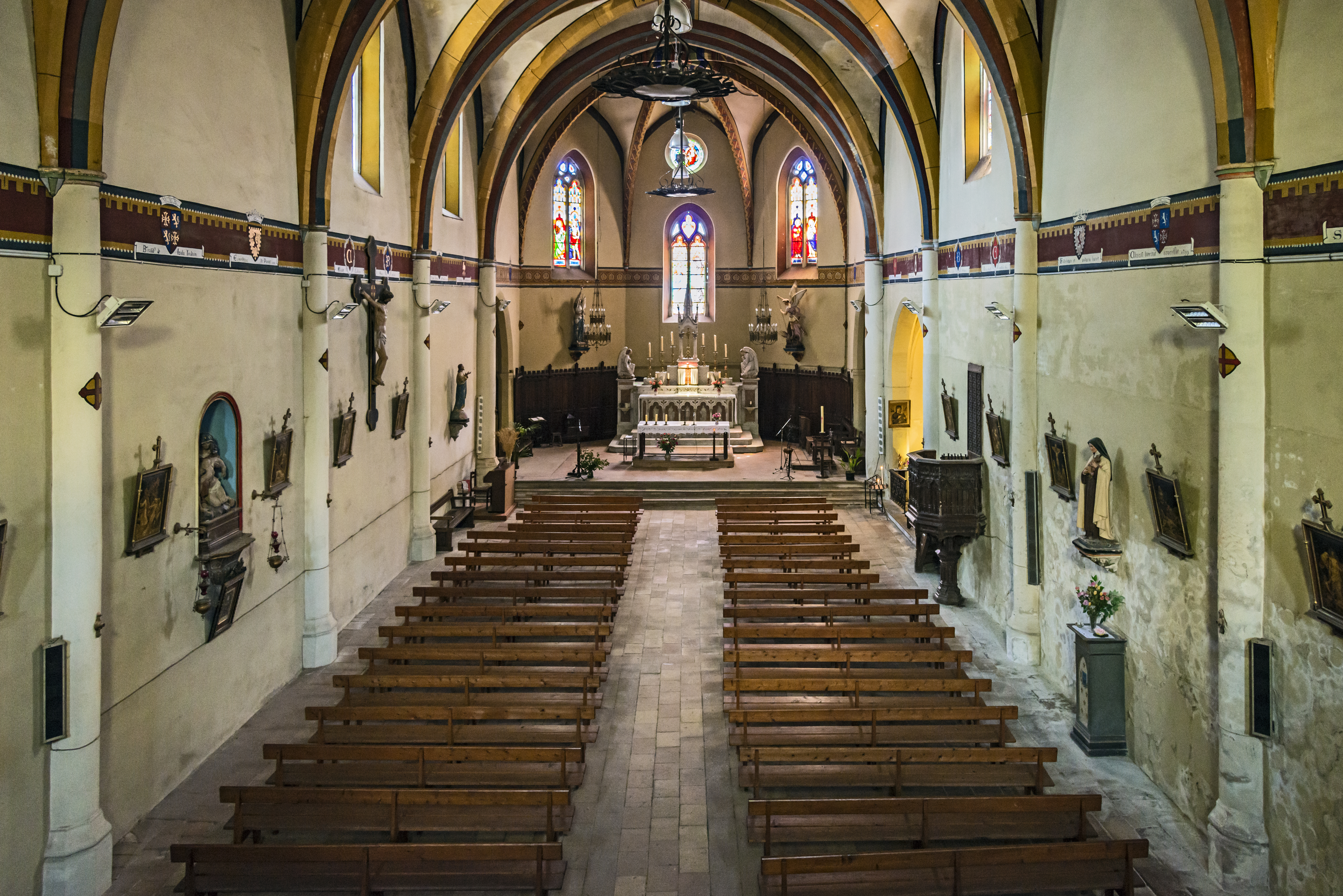
Biserica Saint Martin
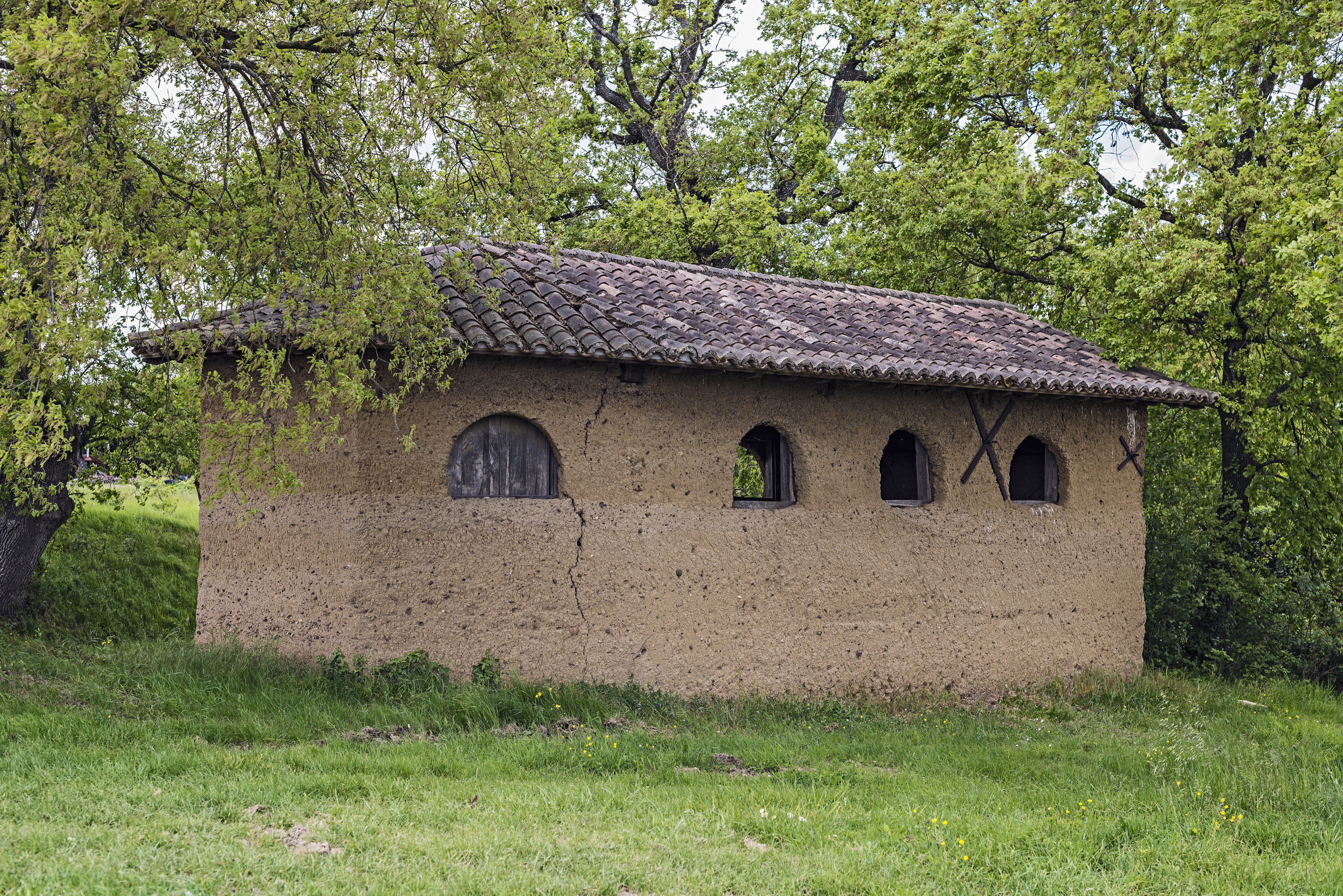
Capela São João Batista
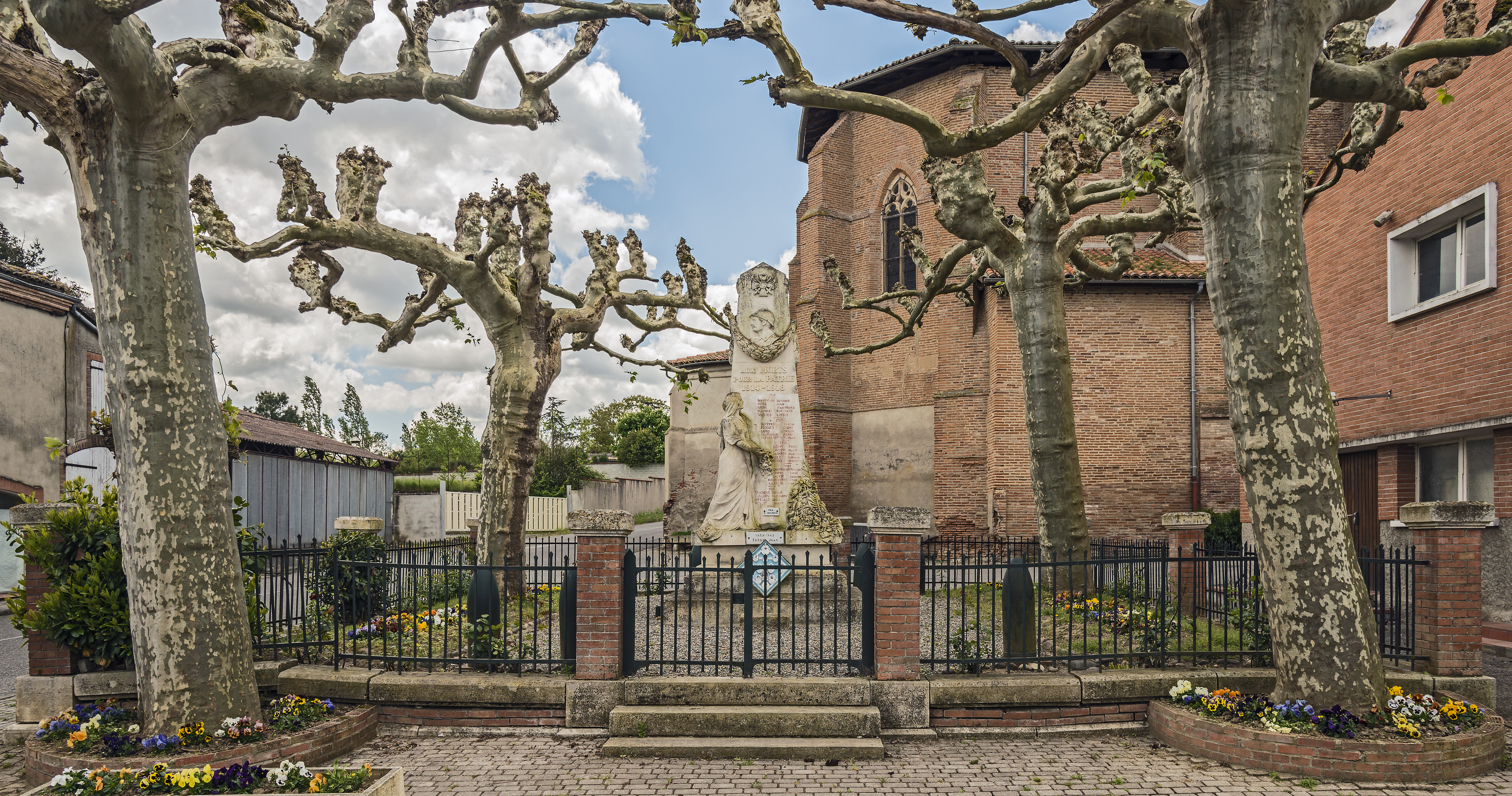
Memorial de guerra